# Liga Leumit 1968-1969 (pallacanestro)
La Liga Leumit 1968-1969 è stata la 15ª edizione del massimo campionato israeliano di pallacanestro maschile. La vittoria finale è stata ad appannaggio dell'Hapoel Tel Aviv.

## Regular season
|  |     | Squadra               | G  | V  | P  | PF   | PS   | PF/PS | Pt | Qualificazione            |
|  | --- | --------------------- | -- | -- | -- | ---- | ---- | ----- | -- | ------------------------- |
|  | 1.  | Hapoel Tel Aviv       | 24 | 22 | 2  | 2117 | 1632 | +485  | 46 |                           |
|  | 2.  | Maccabi Tel Aviv      | 24 | 19 | 5  | 1957 | 1501 | +456  | 43 |                           |
|  | 3.  | Hapoel Holon          | 24 | 18 | 6  | 1840 | 1683 | +157  | 42 |                           |
|  | 4.  | Hapoel Haifa          | 24 | 17 | 7  | 1933 | 1754 | +179  | 41 |                           |
|  | 5.  | Maccabi Ramat Gan     | 24 | 12 | 12 | 1683 | 1717 | -34   | 36 |                           |
|  | 6.  | Hapoel Kiryat Haim    | 24 | 10 | 14 | 1715 | 1880 | -165  | 34 |                           |
|  | 7.  | Maccabi Haifa         | 24 | 9  | 15 | 1724 | 1841 | -117  | 33 |                           |
|  | 8.  | Hapoel Giv'at Brenner | 24 | 9  | 15 | 1636 | 1761 | -125  | 33 |                           |
|  | 9.  | Hapoel Beit Alfa      | 24 | 9  | 15 | 1651 | 1820 | -169  | 33 |                           |
|  | 10. | Hapoel Gerusalemme    | 24 | 9  | 15 | 1739 | 1933 | -194  | 33 |                           |
|  | 11. | Hapoel Nir David      | 24 | 8  | 16 | 1464 | 1714 | -250  | 32 |                           |
|  | 12. | Hapoel Gvat           | 24 | 8  | 16 | 1619 | 1750 | -131  | 32 | retrocesse in Liga Artzit |
|  | 13. | H. Mishmar HaEmek     | 24 | 8  | 16 | 1687 | 1779 | -92   | 32 | retrocesse in Liga Artzit |

## Squadra vincitrice
|    | Naz.                                        | Ruolo | Sportivo        | Anno | Alt. |  |  |
| -- | ------------------------------------------- | ----- | --------------- | ---- | ---- |  |  |
| 1  | Stati Uniti (bandiera) · Israele (bandiera) | C     | Ivan Leshinsky  | 1947 | 206  |  |  |
| 2  | Israele (bandiera)                          | AG    | Lion Albo       | 1949 | 196  |  |  |
| 3  | Israele (bandiera)                          |       | Arie Maliniak   |      |      |  |  |
| 4  | Stati Uniti (bandiera) · Israele (bandiera) | P     | Barry Leibowitz | 1945 | 188  |  |  |
| 5  | Israele (bandiera)                          |       | Gershon Dekel   | 1943 | 188  |  |  |
| 6  | Israele (bandiera)                          |       | David Meirovich |      |      |  |  |
| 7  | Israele (bandiera)                          | G     | David Kaminsky  | 1938 | 183  |  |  |
| 8  | Israele (bandiera)                          | P     | Dan Barzily     | 1945 | 186  |  |  |
| 9  | Stati Uniti (bandiera) · Israele (bandiera) | AG    | Larry Zolot     | 1948 | 198  |  |  |
| 10 | Stati Uniti (bandiera) · Israele (bandiera) | A     | Mark Turenshine | 1944 | 195  |  |  |
| 11 | Israele (bandiera)                          | C     | Ami Shelef      | 1936 | 194  |  |  |
| 12 | Stati Uniti (bandiera) · Israele (bandiera) | G     | Alan Zuckerman  | 1946 | 187  |  |  |
| 13 | Israele (bandiera)                          | AG    | Abraham Gutt    | 1944 | 196  |  |  |
| 14 | Israele (bandiera)                          |       | Levy Weingarten |      |      |  |  |
|    | Israele (bandiera)                          | ALL   | Barry Leibowitz |      |      |  |  |